# خوراتیتسه

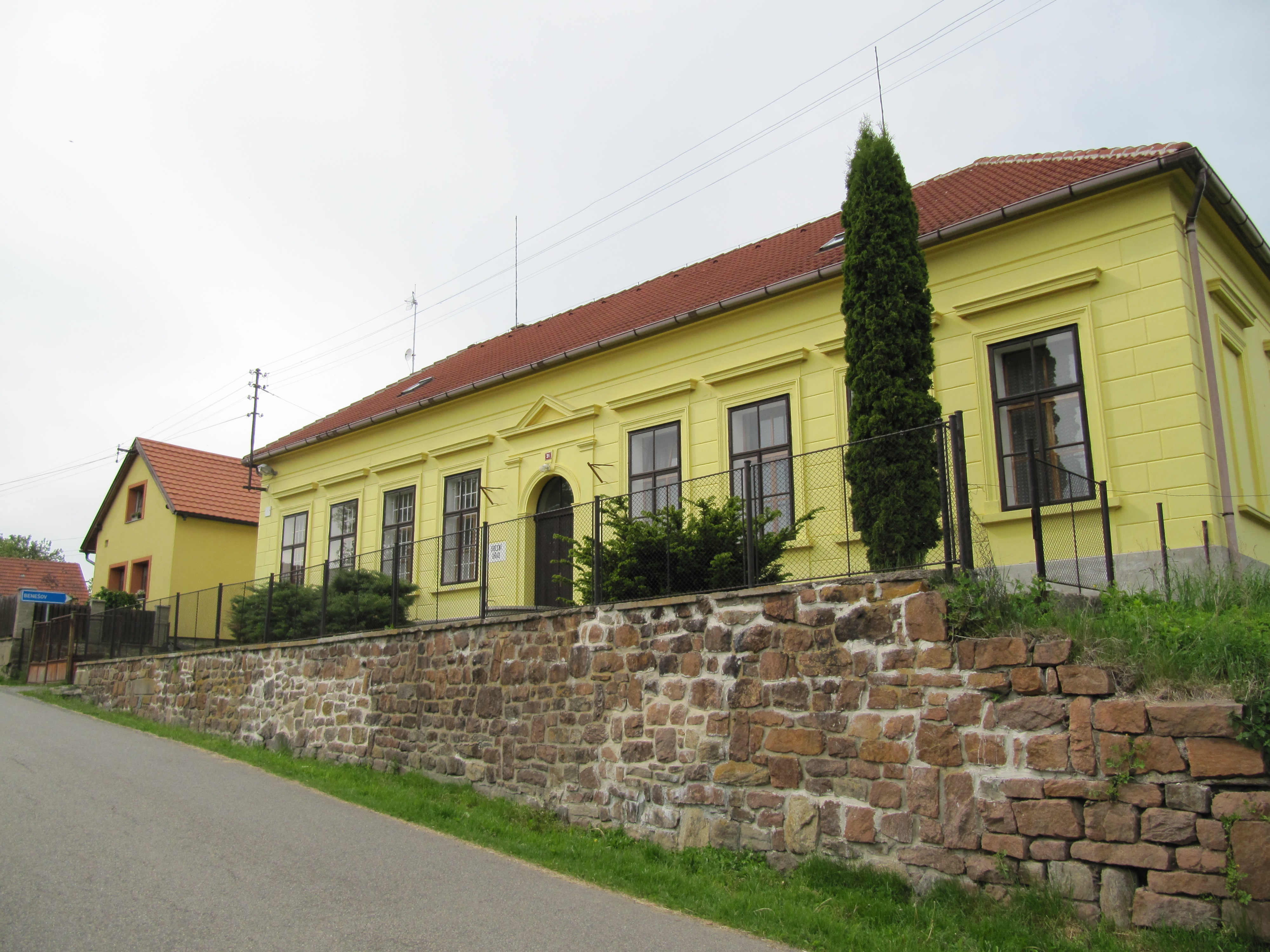
خوراتسیسه شهری در جمهوری چک

خوراتیتسه (به چکی: Choratice) یک منطقهٔ مسکونی در جمهوری چک است که در ناحیه بنشوو واقع شده‌است.